# Тсуґа
Тсуґа, або тсуга, або цуґа (Tsuga, від яп. 栂, ツガ, Tsúga) — рід близький до ялиць та ялин, який займає проміжне між ними положення. Вічнозелені, однодомні дерева з повислими тонкими пагонами і у більшості видів короткою пласкою хвоєю. Латинська назва походить від японської назви виду Tsuga sieboldii. Живе в Північній Америці та Східній Азії у відносно вологому кліматі. Більшість з них є вагомими, якщо не панівними компонентами рослинних угруповань, в яких вони зростають.

## Морфологія
Крона від конічної до неправильної яйцеподібні (в деяких азійських видів). Кора від сірого до коричневого кольору, луската, часто з глибокими борознами. Листки окремішні, зберігаються кілька років, вершина гостра, округла або зубчаста. Бруньки в основному з заокругленими верхівками, не смолисті. Пилкові шишки: <8 мм довжиною, поодинокі, кулясті, коричневі. Насіннєві шишки зріють 5–7 місяців, яйцеподібні або довгасті, сидячі або майже сидячі, опадають невдовзі після висипання насіння, але можуть триматись і кілька років. Насіння розміром ≈ 3–5 × 2–3 мм, з численними дрібними бульбашками смоли та з тонкими крилами 5–10 мм.